# Rätisches Museum

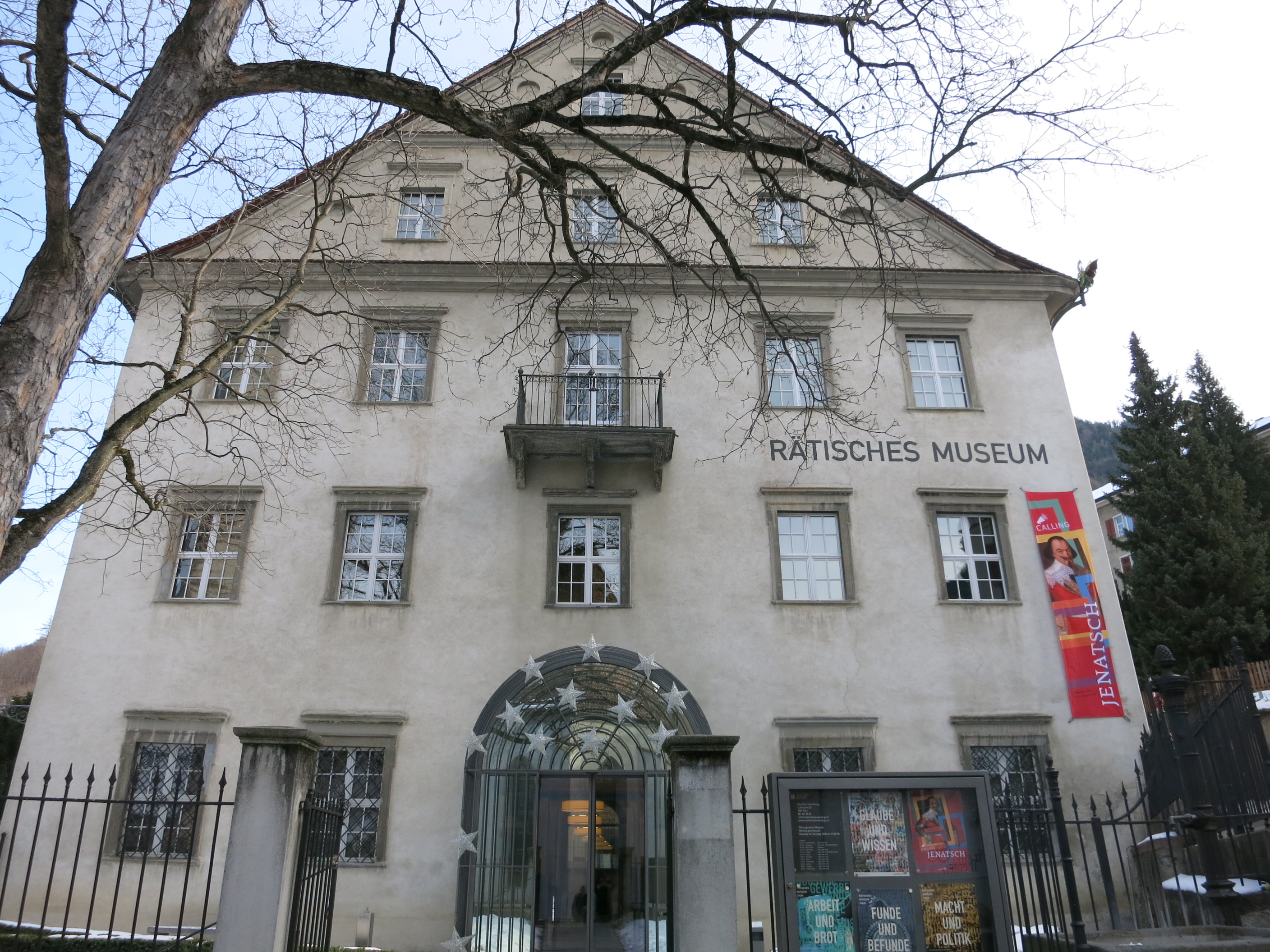
Rätisches Museum Chur (2017)

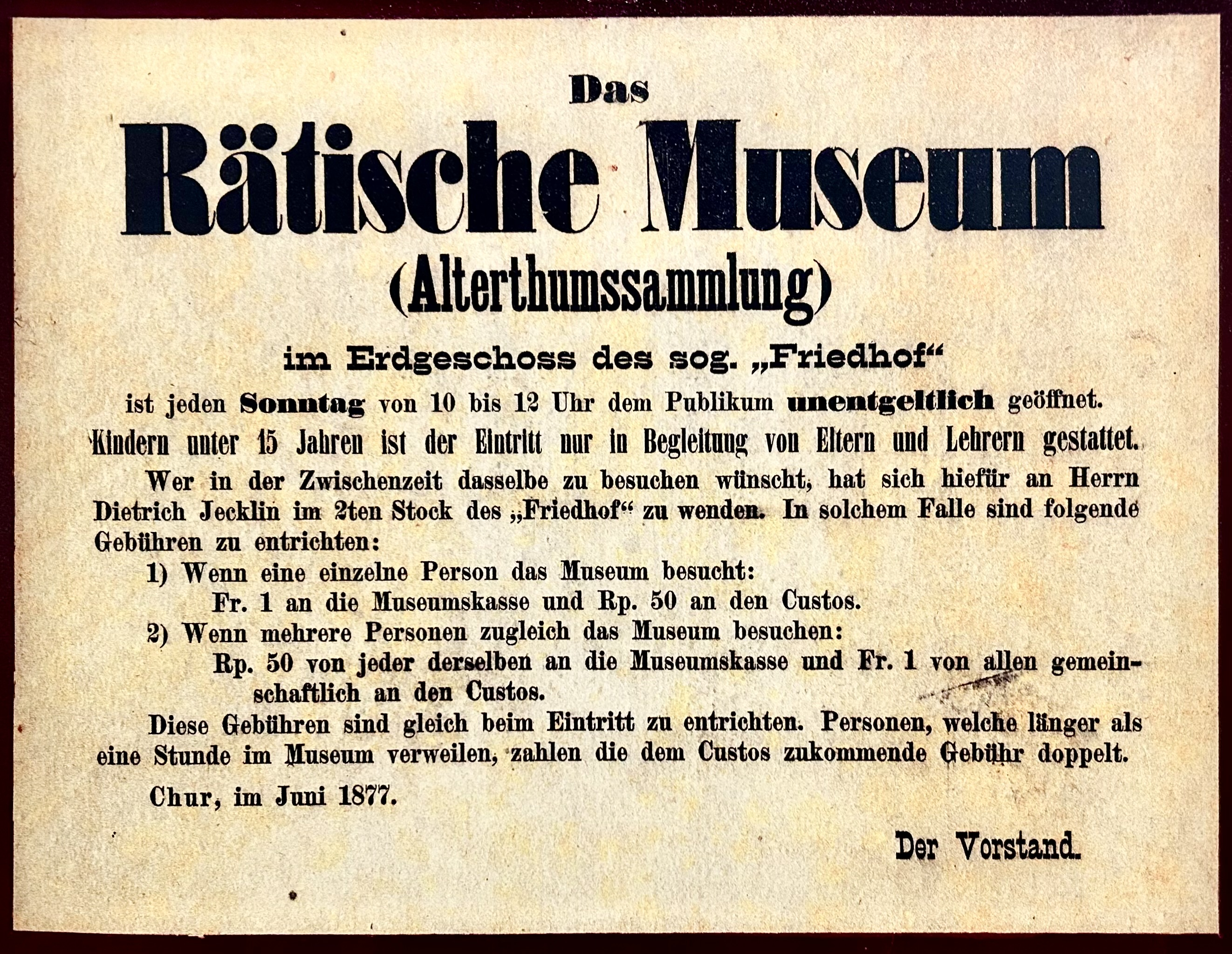
Informationsblatt von 1877

Das Rätische Museum (rätoromanisch Museum retic, italienisch Museo retico) ist ein Museum in Chur. Es steht in der Altstadt und wird auch Bündner Historisches Museum genannt. Das Rätische Museum zeigt 100'000 Exponate zu allen Epochen der Bündner Kulturgeschichte und ist im Besitz des Kantons Graubünden.

## Geschichte
Das barocke Patrizierhaus, in dem das Museum untergebracht ist, wurde 1675 von Paul von Buol-Strassberg erbaut. Der Reichsfreiherr gehörte im Freistaat der Drei Bünde zur Führungsschicht.
Die Gründung des Museums stand im ausgehenden 19. Jahrhundert im Zusammenhang mit der zunehmenden Abwanderung wertvollen Kulturgutes. Der Jurist, Historiker und Politiker Peter Conradin von Planta begründete eine Stiftung zugunsten eines «Bündnerischen Museums für Wissenschaft und Kunst». Gründungsmitglied war auch Andreas Rudolf von Planta. Am 8. Juni 1872 wurde das Museum im Erdgeschoss des Buolschen Hauses eröffnet. Anfänglich umfasste es eine Bibliothek, eine Naturalien- und eine Altertumssammlung. Die Antikensammlung wird gegenwärtig nicht mehr fortgeführt. Sie sowie alle anderen nicht mehr ausstellungsrelevanten Museumsstücke sind im Kulturgüterschutzraum in Haldenstein eingelagert.
Die Sammlung zur Bündner Geschichte umfasst fast 100‘000 Objekte, wovon rund ein Zehntel im Haus Buol gezeigt werden. Das «Objekt des Monats» soll einen Einblick in die Sammlung des Rätischen Museums geben. Ein ausgewählter Gegenstand der Sammlung wird im Foyer des Rätischen Museums präsentiert. 

## Dauerausstellungen
Auf jeder der drei Etagen wird eine Dauerausstellung präsentiert. Die gegenwärtigen Themenbereiche sind:
- Untergeschoss: Archäologie «Funde und Befunde»
- 1. Obergeschoss: «Macht und Politik»
- 2. Obergeschoss: «Arbeit und Brot»
- 3. Obergeschoss: «Glaube und Wissen».

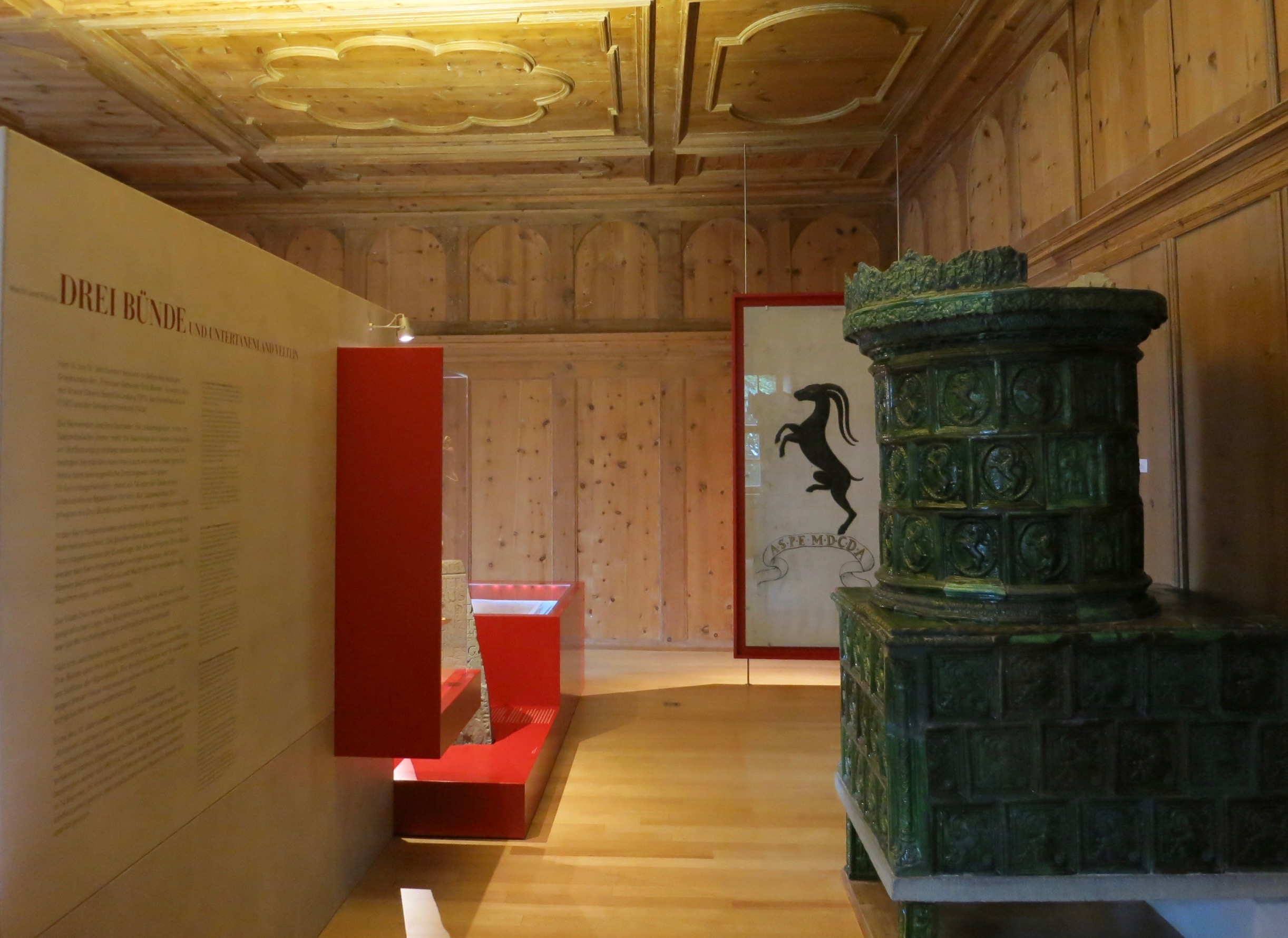
1. Obergeschoss
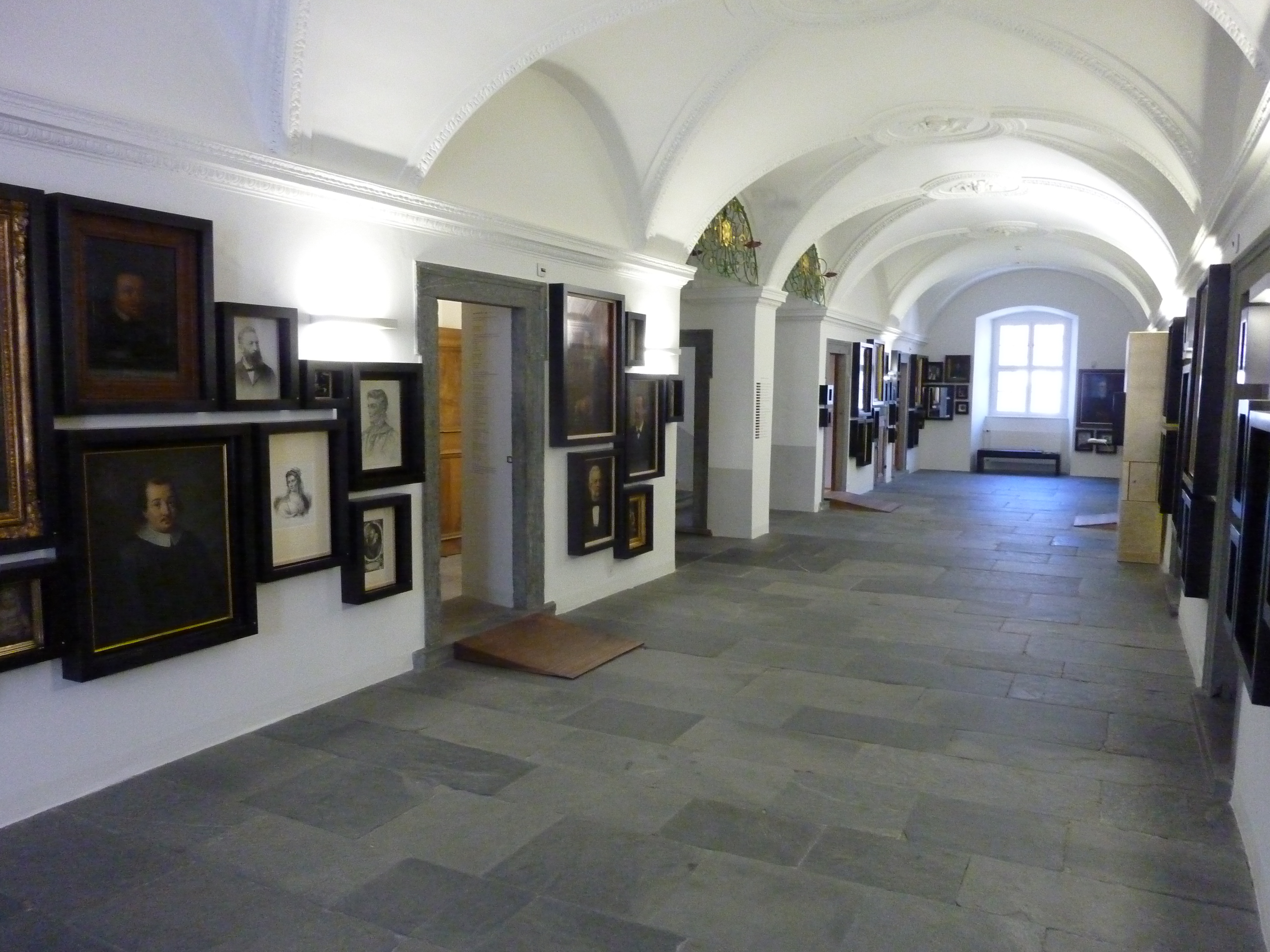
1. Obergeschoss
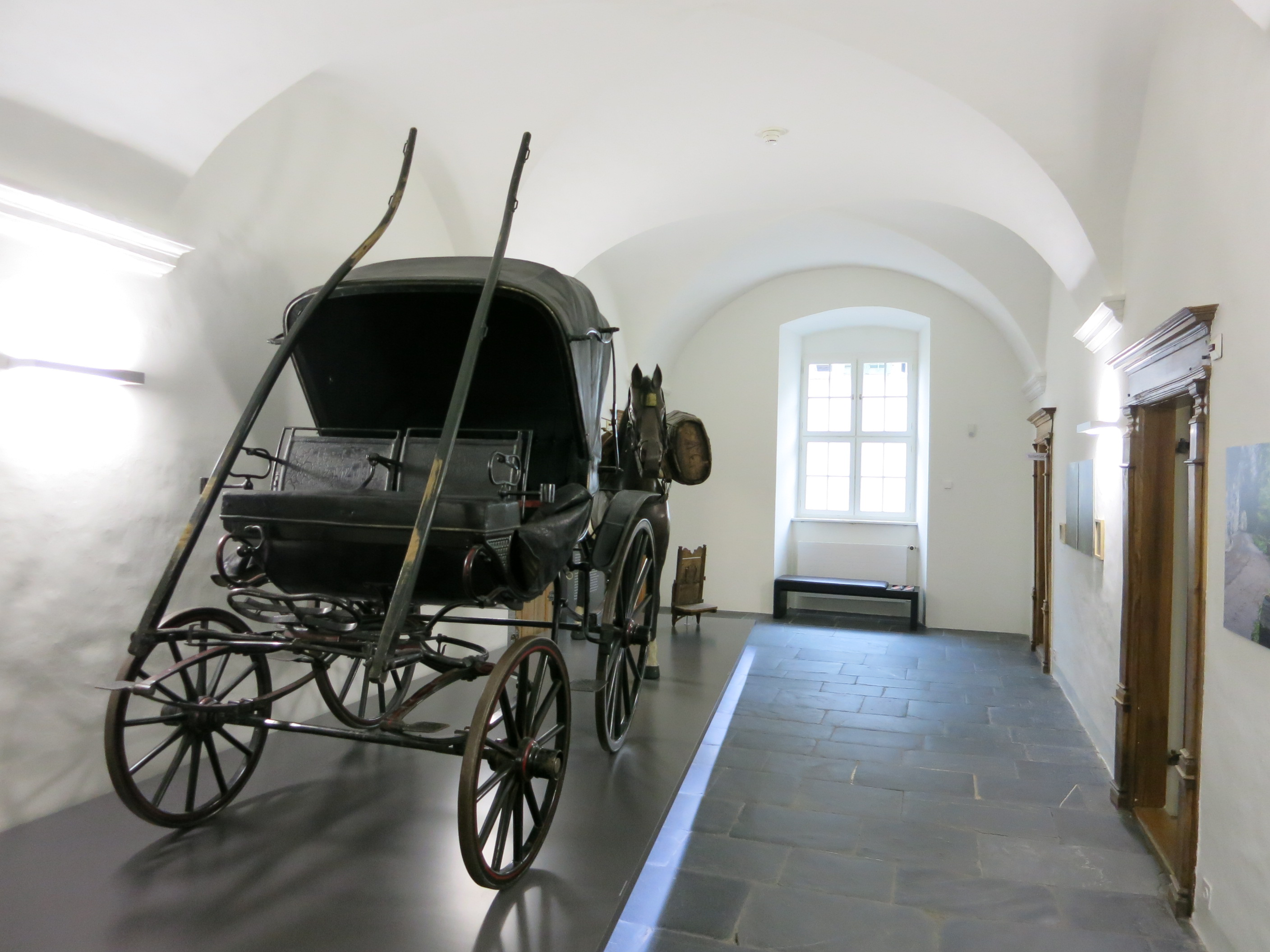
2. Obergeschoss
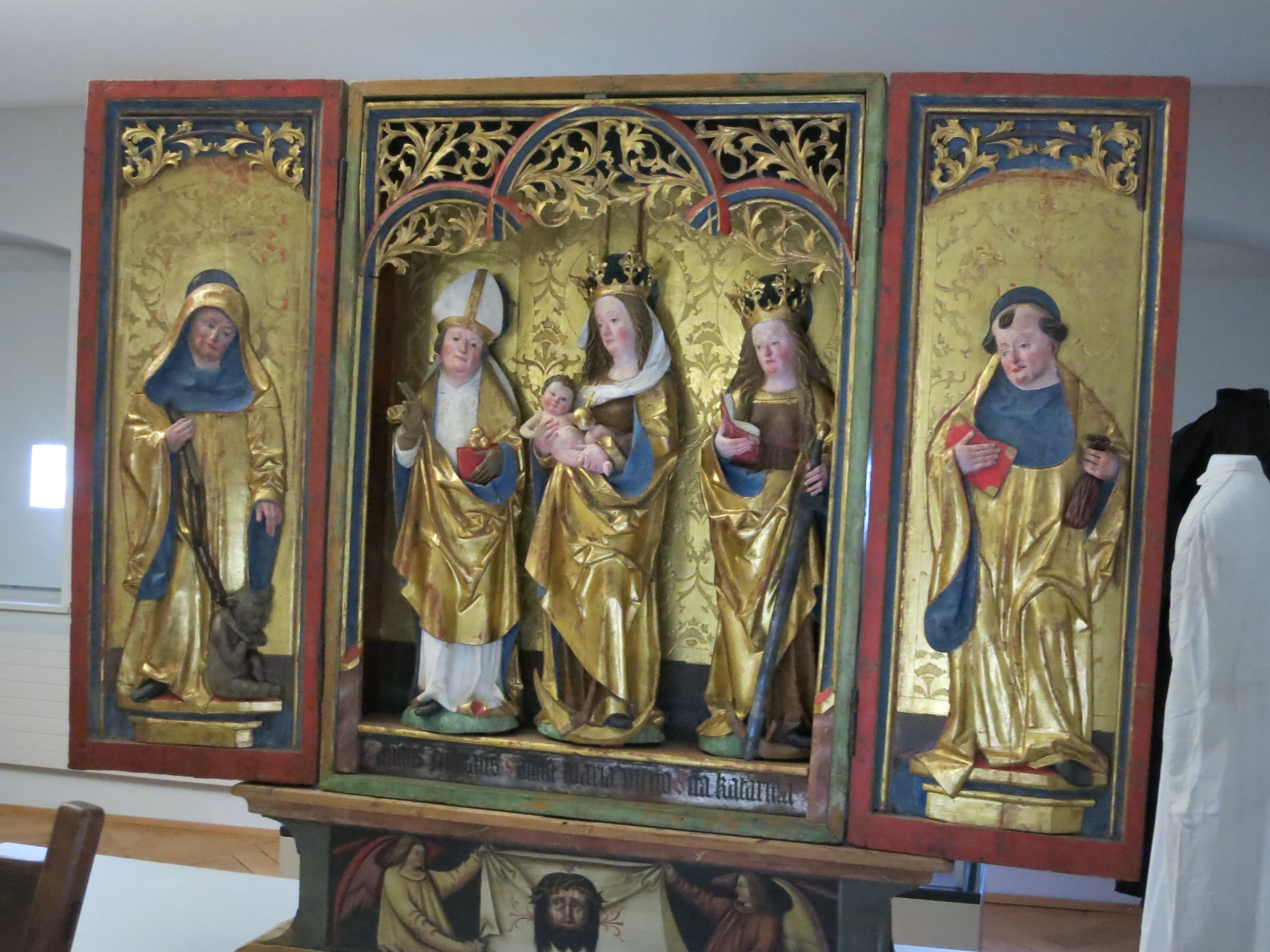
3. Obergeschoss (Strigel-Altar)
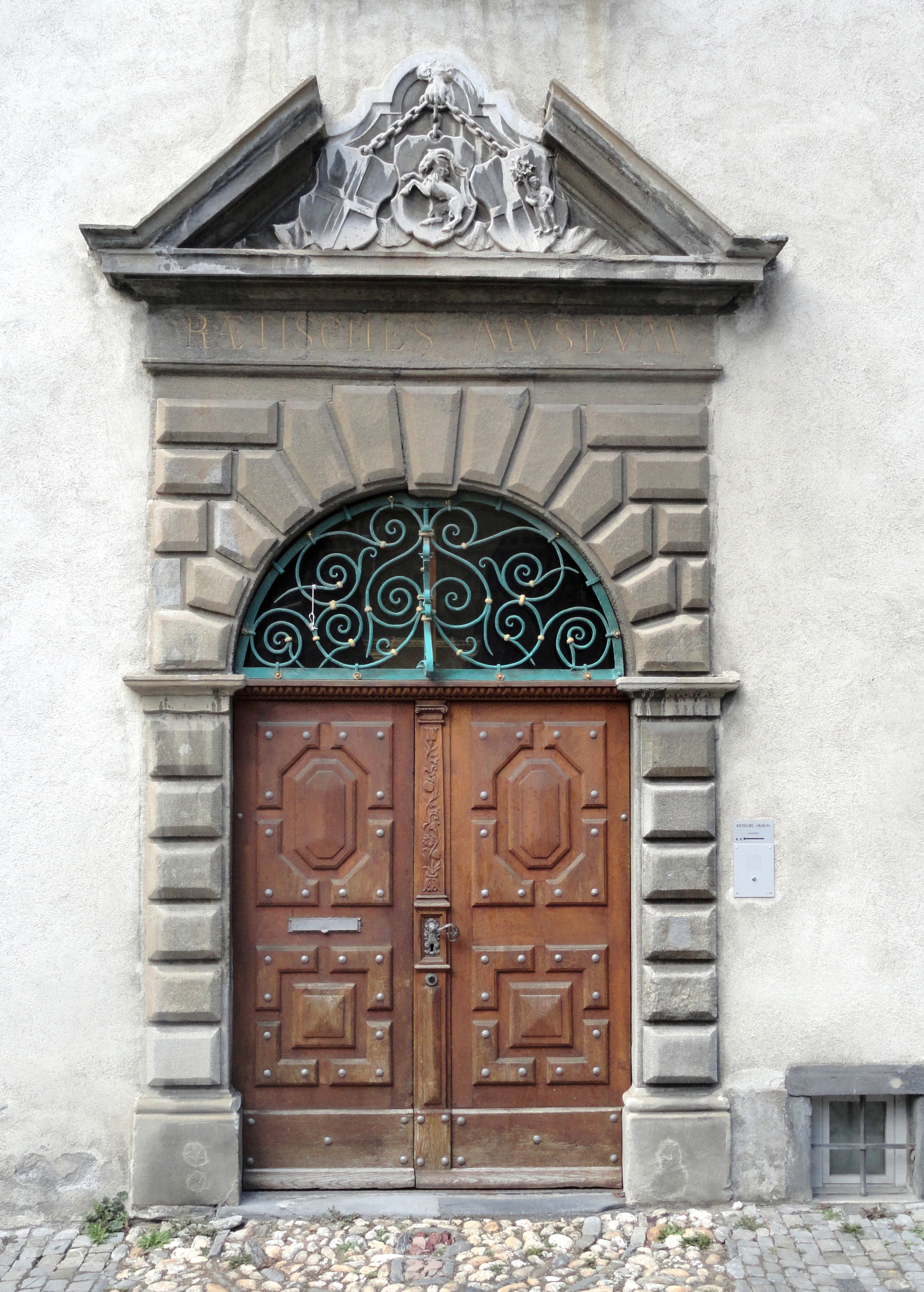
Oberer Nebeneingang

## Sonderausstellungen
- 2016: «Der Blaue Heinrich». Höhenluft und Liegekur. Wie Tuberkulosekranke den beiden Bergdörfern Arosa und Davos zu Weltruhm verhalfen
- 2017: «Calling Jenatsch»
- 2018: «il fund». 50 Jahre Archäologischer Dienst Graubünden
- 2018: «Kräuterdoktor – Kabispater (Thomas Häberle)». Heilen mit Pflanzen in Graubünden
- 2019: «Laterna Magica». Die Kunst der Projektion
- 2019: «Lötschers Kacheln». Die Hafner aus St. Antönien
- 2019: «Federkiel und Tintenhorn». Frühe Handschriften aus Graubünden
- 2020/21: «Vom Glück vergessen». Fürsorgerische Zwangsmassnahmen in Graubünden;
- 2021: Unterwegs im 19. Jahrhundert mit Johann Coaz
- 2022: «Söldner» – Bündner in fremden Diensten

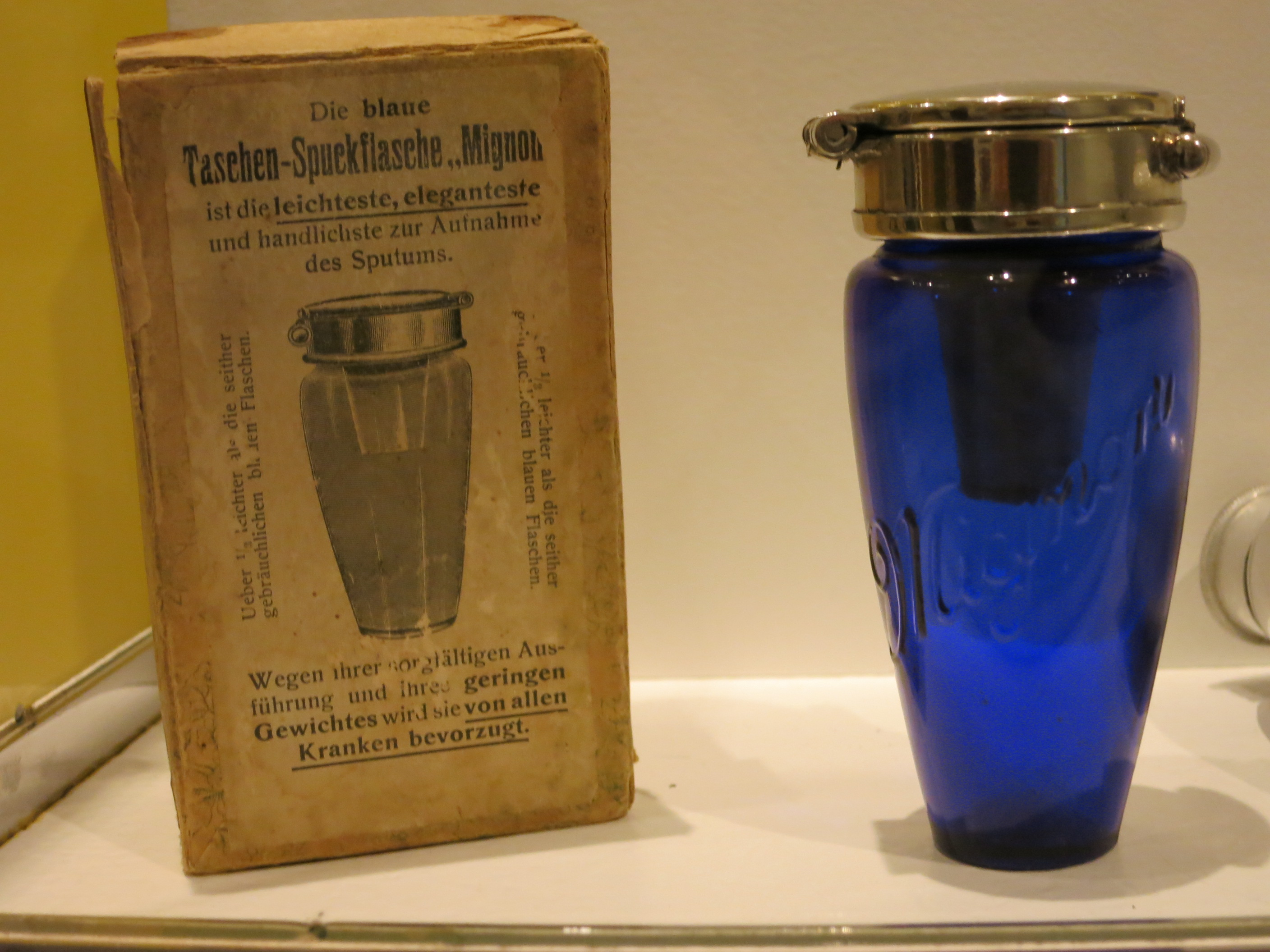
Blauer Heinrich
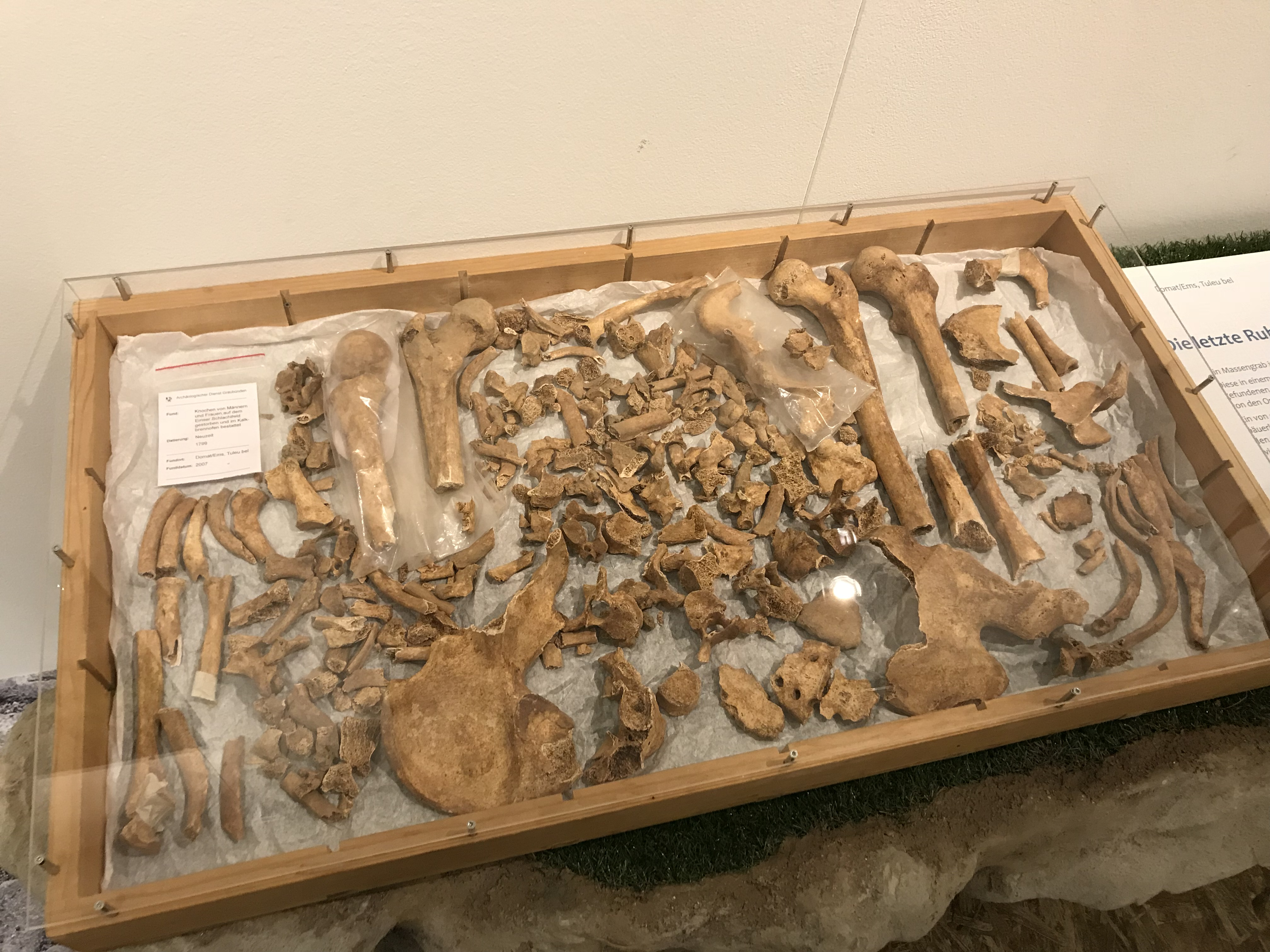
Massengrab von Domat/Ems
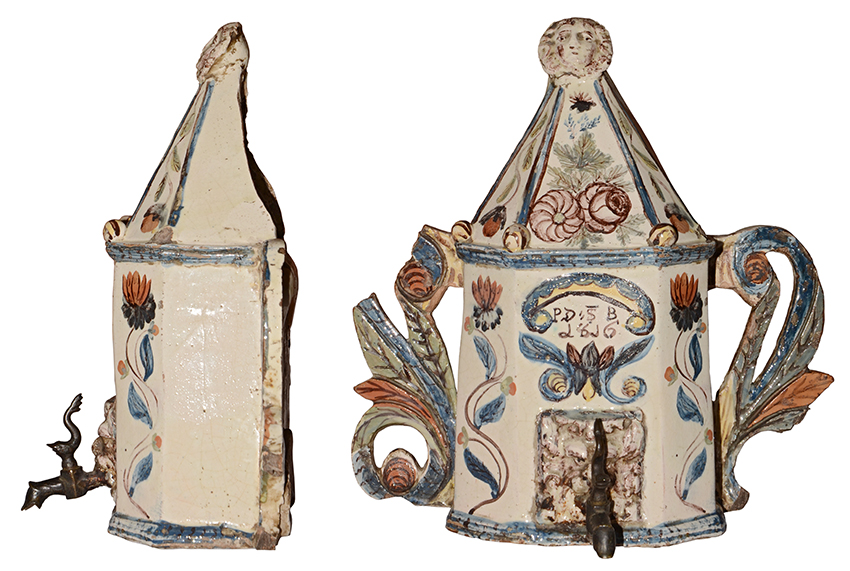
Wandbrunnen bemalt von Peter oder Andreas Lötscher d. Ä., 1816
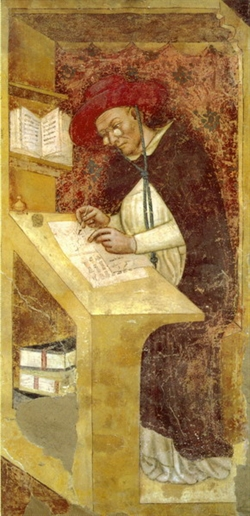
Federkiel und Tintenfass